# 전국도서관대회
전국도서관대회(KLA General Conference)는 매년 가을, 전국의 한국도서관협회 회원 도서관과 도서관인(사서), 그 밖의 도서관 관계기관, 단체, 업계 관계자 등 3,500여 명이 참여하는 도서관계 축제로 국내외 도서관 정보와 정책 등을 공유하는 학술 프로그램 등을 운영하고 있다. 1962년에 시작되었다.

## 목적
- 도서관의 새로운 환경변화에 따른 정보교류 및 바람직한 도서관 환경 조성을 위한 방안 마련을 위한 토론의 장
- 도서관계 주요인사들과의 도서관 관련 제반 문제에 대한 의견교환의 장
- 회원들의 연구결과물 발표의 장
- 도서관 운영에 필요한 각종 물품, 기자재, 도서 등에 전시회를 통한 정보제공의 장
- 도서관 및 독서관련 문화전시회를 통한 도서관문화 홍보의 장
- 도서관 관련 전문단체와 학회 등의 활동의 장 제공
- 기타 모든 회원도서관 및 개인회원들의 상호 교류의 장

### 주요 프로그램
전국도서관대회는 매년 3일간 진행된다. 주요 프로그램은 개회식과 도서관운영평가 우수도서관 시상, 만남의 자리, 학술 프로그램, 도서관문화전시회, 지역 도서관탐방 등의 행사가 있다.

## 역사
1962년 7월 21일부터 22일까지 2일간 전국의 도서관인 245명이 중앙교육연구소와 숭의여자고등학교 강당에 모여 도서관 발전의 근간이 되는 도서관법 제정을 희구하면서 처음으로 도서관대회를 개최하였다. 이 대회의 목적은 도서관법의 제정공포를 목전에 두고 전국 도서관인이 한 곳에 모여 도서관 사업의 여러 가지 문제를 연구 검토하여 합리적인 도서관 진흥책을 강구하기 위한 것이었다. 이 대회의 개최는 동년 6월 22일에 개최된 한국도서관협회 제4차 이사회에서 계획, 승인되었으나, 대회 개최에 따른 예산의 확보가 되지 않아 많은 어려움이 있었다. 그러던 중 우리나라에 파견되었던 미국의 피바디 교육 사절단(파견기간: 1956년 10월~1962년 8월)이 소요 예산의 상당액을 지원함에 따라 본 대회가  개최될 수 있었다.
‘1962년은 도서관법 제정의 해!’를 대회주제로 하여 전체회의, 지방도서관 현황 보고, 관종별부회의, 세미나, 공개토의 등으로 진행되었다.

## 역대주제
| 회수           | 주제                                                                        |
| -------------- | --------------------------------------------------------------------------- |
| 제38회(2000년) | 21세기 도서관 : 국가경쟁력의 전진기지                                       |
| 제39회(2001년) | 도서관에서 시작되는 새천년                                                  |
| 제40회(2002년) | 도서관과 문화발전                                                           |
| 제41회(2003년) | 참여시대의 동반자, 국민과 함께 하는 도서관                                  |
| 제42회(2004년) | 지방분권과 자율의 시대를 선도하는 도서관                                    |
| 제43회(2005년) | 우리나라 미래를 담은 도서관                                                 |
| 제44회(2006년) | 오늘보다 더 거대한 세계 속의 도서관                                         |
| 제45회(2007년) | 선진일류국가시대, 도서관의 비전과 과제                                      |
| 제46회(2008년) | 지식 정보 소통을 창조하는 도서관 문화의 발전방향                            |
| 제47회(2009년) | U-Library : 정보공유와 참여의 공간 도서관                                   |
| 제48회(2010년) | 미래 정보사회의 중심, 도서관의 스마트한 변화                                |
| 제49회(2011년) | 세상을 움직이는 힘 도서관 : 도서관의 브랜드 가치를 높이다                   |
| 제50회(2012년) | 도서관대회 그 반세기의 회고와 미래전망 : 창조의 힘 도서관, 새 시대를 꿈꾸다 |
| 제51회(2013년) | 한국인의 삶과 미래, 도서관에 길을 묻다                                      |
| 제52회(2014년) | 70년의 동행, 도서관과 도서관인- 전진을 위한 혁신과 조화를 그리다            |
| 제53회(2016년) | 변화하는 도서관, 세상을 리드하다                                            |
| 제54회(2017년) | 사람, 책, 창의적 공간: 새로운 미래를 상상하는 도서관                        |
| 제55회(2018년) | 혁신과 융합의 시대, 도서관이 새 길을 열다                                   |